# ريتشارد دروين
ريتشارد دروين هو محامي كندي، ولد في 8 أبريل 1932 في مدينة كيبك في كندا.